# Żuława (osada)
Żuława (kaszb.Żëławô) – osada w Polsce położona w województwie pomorskim, w powiecie gdańskim, w gminie Pruszcz Gdański przy drodze wojewódzkiej nr 222.
W latach 1945–1975 miejscowość administracyjnie należała do tzw. dużego województwa gdańskiego, a w latach 1975–1998 do tzw. małego województwa gdańskiego.
W 2015 ukończono remont miejscowego kościoła pw. Podwyższenia Krzyża Świętego. Kościół jest siedzibą parafii rzymskokatolickiej Podwyższenia Krzyża Świętego, należącej do dekanatu Pruszcz Gdański w archidiecezji gdańskiej. W 2018 roku wykupiono działki na których ma powstać nowe osiedle.

## Zabytki
Według rejestru zabytków NID na listę zabytków wpisany jest zespół dworski, XVII - 1 poł. XIX w., nr rej.: A-1167 z 28.09.1997:
- dwór
- park
- cmentarz
- kaplica, obecnie kościół pw. Świętego Krzyża, nr rej.: A-225 z 6.29.1962. Wewnątrz barokowa ambona, dwa obrazy z XVII i XVIII w. oraz wmurowane w ścianę dwie płyty nagrobne z pocz. XIX w[5].

Dwór należał do rodziny Monti, zamieszkującej go do 1945. Po wojnie przeszedł na własność stoczni, a następnie powstało tu Państwowej Gospodarstwo Rolne kombinatu Goszyn. W 1993 Agencja Nieruchomości Rolnych wydzierżawiła go, a następnie sprzedała podmiotowi prywatnemu.